# Golczewo (stad)
Golczewo (Duits: Gülzow) is een stad in het Poolse woiwodschap West-Pommeren, gelegen in de powiat Kamieński. De oppervlakte bedraagt 7,42 km², het inwonertal 2718 (2005).